# Pantolabus radiatus
Pantolabus radiatus, de vinrandstekelmakreel, is een straalvinnige vissensoort uit de familie van horsmakrelen (Carangidae). De wetenschappelijke naam van de soort is voor het eerst geldig gepubliceerd in 1881 door Macleay.